# ТЕС Bijoyer Aalo I/II
24°7′52″ пн. ш. 89°35′28″ сх. д. / 24.13111° пн. ш. 89.59111° сх. д.
ТЕС Bijoyer Aalo I/II – наразі зупинена електростанція на заході Бангладеш, особливістю якої стало розташування генеруючого обладнання на баржах.
Проект, який розпочав роботу в 1999 році, реалізувала компанія Westmont Power. На баржі Bijoyer Aalo I/II змонтували дві газові турбіни Westinghouse W251-B11 потужністю по 48 МВт, після чого баржу відвели до Багхабарі та встановили у стариці неподалік від злиття річок Гумані та Бангалі (рукави Гангу та Тісти відповідно).
Кілька років газові турбіни працювали у відкритому циклі, після чого були доповнені двома котлами-утилізаторами, від яких живилась парова турбіна Mitsubishi SCIF-30AX з показником 60 МВт. Таким чином створили парогазовий бок комбінованого циклу з номінальною потужністю 130 МВт.
Як засвідчують знімки геоінформаційних систем, станом на 2021 рік Bijoyer Aalo I/II знаходилась на місці стоянки у Багхабарі. Втім, згідно звітів державної корпорації BPDB, яка опікується електроенергетичною системою країни, щонайменше з 2017/2018 фінансового року станція  Westmont Power вже не виробляла електроенергію.
Як паливо ТЕС споживала природний газ, який надходив по газопровідному коридору Ашугандж – Бхерамара. 
Видача продукції відбувалась по ЛЕП, розрахованій на роботу під напругою 132 кВ.
Можливо також відзначити, що в Багхабарі наразі працюють ТЕС державної компанії BPDB та ТЕС приватної компанії Paramount.